# Торе Синело (Кјети)
Торе Синело (итал. Torre Sinello) је насеље у Италији у округу Кјети, региону Абруцо.
Према процени из 2011. у насељу је живело 219 становника. Насеље се налази на надморској висини од 51 м.